# دكاكيرية السرة

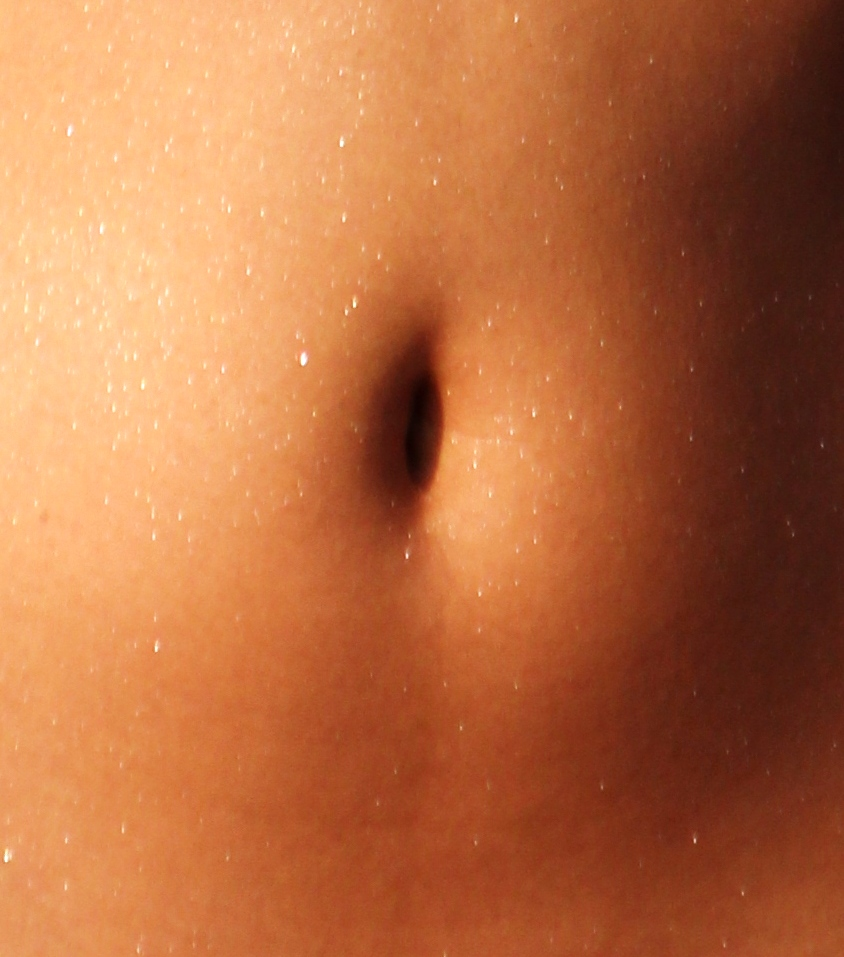
عادة ما ينجذب الرجال لسرة النساء ومن النادر تعلق المرأة بسرة الرجل

دكاكيرية السرة أو الشهوة الجنسية للسرة هي انجذاب الرجل أو المرأة لسرة الإنسان.
وفقا لدراسة أُجريت حول هذا الموضوع ففتيشية السرة منتشرة بشكل متوسط بين الأفراد وتحظي بشعبية متوسطة أيضا، لكن في عام 2012 أصبجت فتيشية السرة ذائعة الصيت بعدما حلت في المركز الثاني قائمة الكلمات التي بحث عنها المستخدمون في محرك البحث الشهير جوجل.

## المحفزات
السرة شأنها شأن باقي أعضاء الجسم يُمكن إثارتها جنسيا من خلال مجموعة متنوعة من المحفزات بما في ذلك الكلمات «الحلوة» أو حتى الأفكار الجنسية أو أشكال محددة من التفاعل الجسدي مع السرة كاللمس والتقبيل والعض.

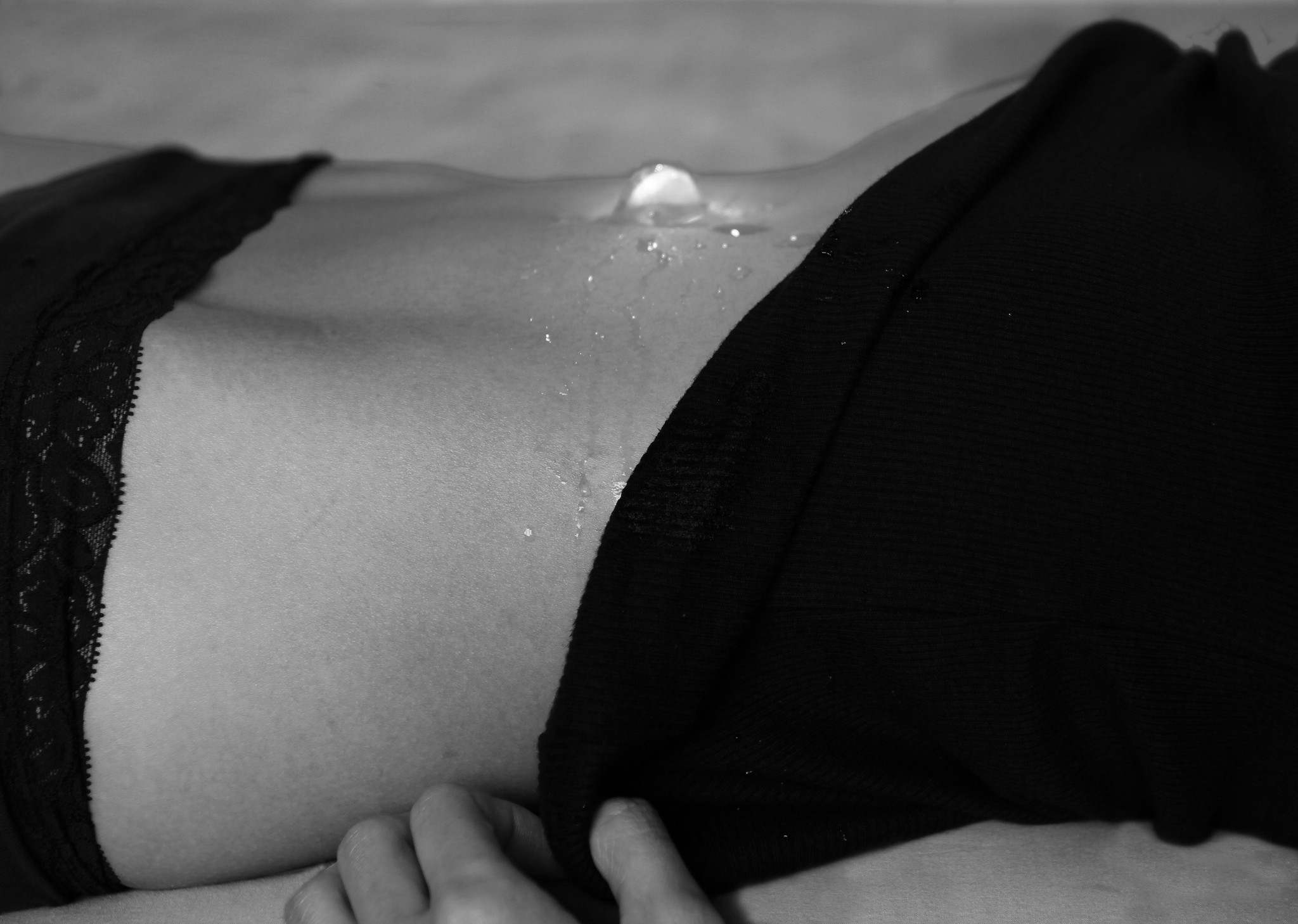
يُمكن لمنطقة الجليد على السرة أن تنتج أحاسيس مثيرة قد تُساعد المرأة في بلوغ النشوة

### النشاط البدني
يقوم عاشقوا السرة ببعض الأفعال الجسدية بهدف إثارتها من الناحية الجنسية. يُمكن أن تشمل الأفعال الجسدية لعق السرة بواسطة اللسان أو فركها مع عضو آخر من الجسم خاصة في ظل دلكها بزيت للبشرة. هناك آخرون يقومون بصب قطرات من الشمبانيا، العسل، صلصة الشوكولاتة أو القشدة المخفوقة وما إلى ذلك حول السرة ثم يقومون بلعقها أو مصها. وبالمثل؛ فإن لعق السرة باللسان تحت الماء يُمكن أن ينتج أحاسيس مثيرة. ليس هذا فقط فمكعبات الثلج هي الأخرى تولد شعورا مثيرا للغاية عندما يتم وضعها فوق السرة.
في الحقيقة تُعد السرة من بين المناطق المثيرة للشهوة الجنسية، لذلك فلمسها -أو لمس المنطقة المحيطة بها- من خلال الإصبع أو طرف اللسان يُولد أحاسيس مثيرة نوعا ما،  بل إن هناك بعض الناس -وبخاصة النساء- من يتحسسن (يشعرن بإحساس مثير) بشكل كبير للغاية عند لمس هذه المنطقة، وآخرون يُمكن أن يثاروا بواسطة الدغدغة، اللحس، الدغدغة بواسطة ريشة أو شيء من هذا القبيل. يمكن أيضا ممارسة ما يُعرفُ بالتصبيع على السرة وبالتالي المساهمة في الحصول على إثارة ونشاط جنسي أكبر.
يُفضل البعض أداء السرة وتعذيبها بل إلحاق أشد الألم بها من خلال المص القوي أو سحب السرة «الفتاك» أو حتى تقطير الزيت الساخن وإقحام الشمع داخلها في حين يقوم آخرون بدس دبابيس في فتحة السرة  أو حتَّى طعنها. عادة ما يكون الاهتمام بالسرة موجها نحو الشريك،  لكن في بعض الأحيان تقوم السيدة نفسها -أو الرجل- بإثارة سرتها من أجل الوصول للشهوة المطلوبة. هذا وتجدر الإشارة إلى أن الكثير من التقارير قد أشارت إلى أن بعض «عُمال الجنس» في تركيا قد حاولوا إقحام قضيبهم داخل سرة «العاهرة» كنوع من فتيشية السرة المتقدمة.

### الخيال الجنسي
هناك من يقوم باسثتارة سرته من خلال تخيلات يغلب عليها الطابع الجنسي؛ بل إن هناك من يتأثر عندما يُشاهد سيدة ترتدي ما يُعرف بالبكيني فيعتمد عليها خلال تخيلاتها الجنسية ضمن ما يُعرف بفتيشية السرة. في المقابل هناك بعض من النساء اللاتي يرتدين ملابس ضيقة ومنخفضة من فوق مثل الجينز والسراويل وما إلى ذلك حيث يتعمدن كشف السرة كجزء لا يتجزأ من الإثارة الجنسية. وكان الصحفي الهندي باشي كاركاريا قد قال ذات مرة: «السرة هي منطقة مثير للشهوة الجنسية، وهذا هو السبب في التعرض لها دائما في الموضة ... تقوم النساء على مر العصور بكشف سرتهن لأن الرجال ينجذبون إليها.»
غالبا ما تقوم الراقصات بثقب السرة أو إدراج الترتر وذلك بهدف جعل تلك المنطقة جذابة وبراقة. ليس هذا فقط؛ فقد ظهرت في السنوات الأخيرة الكثير من الطرق والأساليب التي يتم بها تزيين السرة من أجل الحصول على مظهر حسن وإثارة كل من ينظر لها. في الهند؛ ونظرا لانتشار الساري مقارنة بباقي الأزياء الغربية فسرة كل نساء تلك الدولة تبقى واضحة للعيان مما قد يُعتبر إثارة للكثير من الرجال على حد تعبيرهم. في بعض الأحيان مجرد التفكير في السرة يكفي لتحفيز من «يُعاني» من هذا النوع من الفتيشيات.

### الأدب
يُمكن -في بعض الأحيان- أن يكون التطرق أو الحديث عن السرة خلال بعض الأعمال الأدبية حافزا جنسيا لتلك المنطقة. فمثلا سبق للكاتب جاي هان لون وأن ألَّفَ كتابا بعنوان مجلة السرة حيث تطرق فيه لسيرة ذاتية لرجل يُعاني من فتيشية السرة. ليس هذا فقط فسفر نشيد الأنشاد في الكتاب المقدس العبري يحتوي على تلميحات غريبة لبعض الأشياء في الطبيعة كما يحتوي على تلميحات حول السرة. كما سبق للشاعر الأميركي سوينسون وأن كتب في قصيدته «وجه الأسد الصغير» ما يلي:«الآن أنا جريئ كوني لمست تورم الرقبة ودقت من الشفتين كما أقحمت حبوب اللقاح داخل السرة.» وهناك أيضا قصيدة أخرى بعنوان «الليل في أغسطس» حيث ضمَّت ما يلي: «سرة نابضة تُحيط بها هالة مستديرة ...».
تحدث الكاتب التشيكي الشهير ميلان كونديرا في كتابه الصادر عام 2015 مهرجان من التفاهة عن الإثارة الجنسية التي يُمكن الوصول لها من خلال مداعبة سرة الأنثى. ويتطرق الكاتب للحياة في باريس وكيف ترتدي معظم الشابات قمصانا أو بلوزات قصيرة تكشف عن السرة في محاولة منهن لإثارة الرغبة لدى الشباب. تطرقت الللغة السنسكريتية (لغة هندية قديمة) إلى موضوع السرة من خلال كتابات ومؤلفات كُتّّابها على رأسهم آدي شانكارا، كاليداسا وغيرهم، أما معتنقي الديانة الهندوسية فدائما ما يتغزلون بجمال السرة للحد الذي دفع ببعضهم إلى اعتبارها إلهة.

## الانتشار على الإنترنت
خلال فترة أوخر التسعينات لم تكن فتيشية السرة معروفة لدى الكثير وكان الغموض يُحيط بها من كل جنب ولكن مع ظهور عصر الإنترنت وازدهاره بات الكثير يعرف عن فتيشية السرة لدرجة أن بعض المواقع على الويب اختصت بهذا الموضوع وفقط في حين ظهرت مواقع أخرى تقوم ببيع منتواجات تُساعد على تحفيز السرة وبلوغ أحساسيس النشوة والإثارة. ظهرت أيضا منتديات ركز أعضائها وزوارها على تبادل الخبرات فيما بينهم فيما يخص هذا الموضوع ثم ازداد الحدث شُهرة بعد إعلان مشاهير من مغنيات وممثلات وعارضات أزياء عن عشقهم الشديد للسرة وللمنطقة التي تُحيط بها. قامت المواقع الإباحية هي الأخرى باستضافة عشرات الفيديوهات التي تُجسد عشق وفتيشية السرة.